# Luke! Die Woche und ich
Luke! Die Woche und ich war eine Fernsehshow von Sat.1, die von Luke Mockridge moderiert wurde. Die erste Staffel begann im März 2015; bis Dezember 2017 wurden vier Staffeln ausgestrahlt. Am 21. Oktober 2018 begann die Ausstrahlung der fünften Staffel.

## Konzept
Die Late-Night-Show wurde meist durch einen Einspieler eröffnet. Während Mockridge mit Stand-up-Comedy durch die Show führte, wurden verschiedene Einspieler gezeigt, die teilweise mit Gästen, darunter häufig Joyce Ilg, aufgezeichnet wurden. Des Weiteren begrüßte Mockridge während der Show Gäste live im Studio, mit denen er Studioaktionen durchführte. Zusätzlich gab es musikalische Beiträge.
Unter den Einspielern befanden sich auch Aktionen, bei denen sich Mockridge in skurrile oder gefährliche Situationen begab. Laut Mockridge soll die gesamte Sendung eine Kopie von TV total darstellen. Seit der zweiten Staffel wurde die Sendung mit veränderter Kulisse im ehemaligen Studio von TV total aufgezeichnet.

### Rubriken
- Lukebox: Luke Mockridge und sein Gast machen eine musikalische Zeitreise. (Staffel 1)
- Wahrheit oder Dicht: Es wird eine Frage gestellt, das Gegenüber kann diese wahrheitsgemäß beantworten oder einen Kurzen trinken. (Staffel 1)
- Hirntausch: Mockridge und Joyce Ilg tauschen die Rollen zwischen Mann und Frau. (Staffel 1)
- Tested on Humans: Mockridge und Ilg testen verschiedene Dinge. (Staffel 1)
- Wunsch vs. Realität: Mockridge und Ilg stellen Wunschvorstellung gegen Realität szenisch dar. (Staffel 1)
- Crashtest-Dummies: Mockridge und ein Partner stellen sich widrigen Umständen. (Staffel 2)
- Operation Müller: Mockridge versucht Einlaufkind an der Seite von Thomas Müller zu werden. (Staffel 2)
- Luke fragt nach!: Mockridge führt Gespräche zu bestimmten Themen mit Kindern. (seit Staffel 2)
- Roadrunners: Mockridge und Faisal Kawusi duellieren sich in Wettrennen. (Staffel 3)
- Into the Wild: Mockridge setzt sich skurrilen oder gefährlichen Situationen während einer Reise in Kanada aus. (Staffel 4)
- Robin ferngesteuert: Mockridge gibt per Knopf im Ohr Anweisungen an das Kind Robin und dieser muss es ausführen. Dabei wird mit versteckter Kamera gefilmt. (seit Staffel 4)
- Big in Finnland: Mockridge und Kawusi duellieren sich darum, wer schneller berühmt wird in Finnland. (Staffel 5)

## Episodenliste
| Logo (Staffel 1)       |
| ---------------------- |
|                        |
| Logo (Staffel 2 bis 4) |
|                        |

### Staffel 1
| Nr. (ges.) | Nr. (St.) | Gäste                                      | Premiere D    |
| ---------- | --------- | ------------------------------------------ | ------------- |
| 1          | 1         | Chantal Janzen                             | 13. März 2015 |
| 2          | 2         | Mark Forster                               | 20. März 2015 |
| 3          | 3         | Tom Beck                                   | 10. Apr. 2015 |
| 4          | 4         | Dave Davis                                 | 17. Apr. 2015 |
| 5          | 5         | Thore Schölermann                          | 24. Apr. 2015 |
| 6          | 6         | Bülent Ceylan, Ann Sophie                  | 8. Mai 2015   |
| 7          | 7         | Simon Gosejohann                           | 15. Mai 2015  |
| 8          | 8         | Max Kruse, Tom Gaebel                      | 22. Mai 2015  |
| 9          | 9         | Joyce Ilg, Pietro Lombardi, Sarah Lombardi | 29. Mai 2015  |
| 10         | 10        | Ross Antony                                | 5. Juni 2015  |

### Staffel 2
| Nr. (ges.) | Nr. (St.) | Gäste                        | Premiere D    | Liveband         |
| ---------- | --------- | ---------------------------- | ------------- | ---------------- |
| 11         | 1         | Faisal Kawusi                | 4. März 2016  | Revolverheld     |
| 12         | 2         | Atze Schröder                | 11. März 2016 | Johannes Oerding |
| 13         | 3         | Sasha                        | 18. März 2016 | –                |
| 14         | 4         | Ingmar Stadelmann            | 25. März 2016 | Silbermond       |
| 15         | 5         | Faisal Kawusi                | 1. Apr. 2016  | Bosse            |
| 16         | 6         | Alhassane Baldé, Frank Rosin | 8. Apr. 2016  | Snap!            |
| 17         | 7         | Abdelkarim, Axel Stein       | 15. Apr. 2016 | Joris            |
| 18         | 8         | Joyce Ilg                    | 22. Apr. 2016 | Mark Forster     |

### Staffel 3
| Nr. (ges.) | Nr. (St.) | Gäste                            | Premiere D    | Liveband        |
| ---------- | --------- | -------------------------------- | ------------- | --------------- |
| 19         | 1         | Nelson Müller                    | 23. Okt. 2016 | Wanda           |
| 20         | 2         | Sophia Thomalla, Walter Freiwald | 30. Okt. 2016 | Tim Bendzko     |
| 21         | 3         | Carolin Kebekus                  | 6. Nov. 2016  | Clueso          |
| 22         | 4         | Michael Herbig                   | 13. Nov. 2016 | Glasperlenspiel |
| 23         | 5         | Michael Mittermeier              | 20. Nov. 2016 | 257ers          |
| 24         | 6         | Andreas Gabalier                 | 27. Nov. 2016 | Felix Jaehn     |
| 25         | 7         | Tom Beck                         | 4. Dez. 2016  | Silbermond      |

### Staffel 4
| Nr. (ges.) | Nr. (St.) | Gäste                            | Premiere D    | Liveband       |
| ---------- | --------- | -------------------------------- | ------------- | -------------- |
| 26         | 1         | Kaya Yanar                       | 29. Okt. 2017 | The Kolors     |
| 27         | 2         | Max von der Groeben, Jella Haase | 5. Nov. 2017  | Sunrise Avenue |
| 28         | 3         | Pietro Lombardi                  | 12. Nov. 2017 | Gentleman      |
| 29         | 4         | Wigald Boning                    | 19. Nov. 2017 | Louane         |
| 30         | 5         | Olaf Schubert                    | 26. Nov. 2017 | Max Giesinger  |
| 31         | 6         | Jeannine Michaelsen              | 3. Dez. 2017  | Adel Tawil     |
| 32         | 7         | Max Giermann, Cro                | 10. Dez. 2017 | Wanda          |

### Staffel 5
| Nr. (ges.) | Nr. (St.) | Gäste                          | Premiere D    | Liveband                      |
| ---------- | --------- | ------------------------------ | ------------- | ----------------------------- |
| 33         | 1         | Dennis aus Hürth               | 21. Okt. 2018 | Bosse                         |
| 34         | 2         | Özcan Coşar                    | 28. Okt. 2018 | Samy Deluxe, Afrob, Eko Fresh |
| 35         | 3         | Olli Schulz, Detlev Buck       | 4. Nov. 2018  | Clueso                        |
| 36         | 4         | Jan Böhmermann                 | 11. Nov. 2018 | Revolverheld                  |
| 37         | 5         | Olly Murs                      | 18. Nov. 2018 | Rea Garvey                    |
| 38         | 6         | Otto Waalkes                   | 25. Nov. 2018 | Mark Forster                  |
| 39         | 7         | Michael Herbig                 | 2. Dez. 2018  | Max Giesinger                 |
| 40         | 8         | Faisal Kawusi, Walter Freiwald | 16. Dez. 2018 | Eläkeläiset                   |

### Luke! Das Jahr und ich
Seit Dezember 2016 wurde bis 2018 jährlich unter dem Titel Luke! Das Jahr und ich – Der Comedy-Jahresrückblick ein Jahresrückblick auf Sat.1 ausgestrahlt. Wie in Luke! Die Woche und ich blickte Mockridge mit Einspielern, Studioaktionen und mit Gästen auf das vergangene Jahr zurück. Als Studioband begleiteten ihn die Heavytones.
| Ausgabe | Studiogäste | Liveband    | Erstausstrahlung  |
| ------- | --- | ----------- | ----------------- |
| 1       | Abdelkarim, Fabian Hambüchen, Faisal Kawusi, Sasha, Yvonne Catterfeld, Rea Garvey, Atze Schröder, Helge Schneider, Martin Klempnow, Ross Antony, Joyce Ilg | Heavytones  | 16. Dezember 2016 |
| 2       | Carolin Kebekus, Horst Lichter, Johannes Vetter, Scooter, Bastian Pastewka, Jürgen Vogel, Clueso, Joyce Ilg, Faisal Kawusi                                 | Heavytones  | 22. Dezember 2017 |
| 3       | Carolin Kebekus, Mark Forster, Ina Müller, Lena Meyer-Landrut, Florian David Fitz                                                                          | Sprengstoff | 21. Dezember 2018 |

### Luke! Die 90er und ich
Am 17. November 2017 strahlte SAT.1 unter dem Titel Luke! Die 90er und ich eine 105-minütige Spezialfolge aus, die sich thematisch mit der Kultur der 1990er auseinandersetzte. Zu Gast waren unter anderem David Hasselhoff, DJ Bobo, Sonja Zietlow, Thomas Hermanns, Hella von Sinnen und Caught in the Act.

### Luke! Die 2000er und ich
Am 26. Oktober 2018 strahlte SAT.1 unter dem Titel Luke! Die 2000er und ich eine 105-minütige Spezialfolge aus, die sich thematisch mit der Kultur der 2000er auseinandersetzte. Zu Gast waren unter anderem Gülcan Kamps, Mola Adebisi, Oliver Pocher, Jürgen Milski, Alex Jolig, Harry Schmidt, Alida Kurras, Max Giermann, Nico Santos, Erkan und Stefan, David Nathan, Wheatus

## Rezeption

### Kritik
Quotenmeter.de lobte nach der ersten Sendung die Show im Allgemeinen, bemängelte jedoch das eher „lieblose und hässliche Studio“. Die Bühne beinhalte lediglich „unzählige Lampen, hinzu kommt ein übergroßes Showlogo und ein hingeklatschtes Sofa“. Des Weiteren sei keine Verbindung zwischen dem Titel der Sendung und dem eigentlichen Inhalt der Sendung vorhanden, da Mockridge lediglich die Einspieler mit einer kurzen Verbindung der aktuellen Geschehnisse ankündige.
Im Jahr 2018 wurde Luke! Die Woche und ich mit dem Deutschen Fernsehpreis für die beste Late-Night-Show ausgezeichnet.

### Einschaltquoten
Beim Gesamtpublikum startete die erste Folge am 13. März 2015 mit 1,19 Millionen Zuschauern, was 4,9 Prozent Marktanteil entspricht, und in der Zielgruppe der 14- bis 49-Jährigen mit 0,73 Millionen Zuschauern, was 8,0 Prozent Marktanteil entspricht.
| Staffel | Nr. (ges) | Nr. (St.) | Datum             | Zuschauer | Zuschauer       | Marktanteil | Marktanteil     | Quelle        |
| Staffel | Nr. (ges) | Nr. (St.) | Datum             | Gesamt    | 14 bis 49 Jahre | Gesamt      | 14 bis 49 Jahre | Quelle        |
| ------- | --------- | --------- | ----------------- | --------- | --------------- | ----------- | --------------- | ------------- |
| 1       | 1         | 1         | 13. März 2015     | 1,19 Mio. | 0,73 Mio.       | 4,9 %       | 8,0 %           | [ 7 ]         |
| 1       | 2         | 2         | 20. März 2015     | 1,33 Mio. | 0,86 Mio.       | 5,8 %       | 9,8 %           | [ 8 ]         |
| 1       | 3         | 3         | 10. April 2015    | 1,09 Mio. | 0,78 Mio.       |             | 9,4 %           | [ 9 ]         |
| 1       | 4         | 4         | 17. April 2015    | 1,20 Mio. | 0,79 Mio.       | 5,5 %       | 9,9 %           | [ 10 ]        |
| 1       | 5         | 5         | 24. April 2015    | 1,02 Mio. | 0,61 Mio.       | 5,5 %       | 8,5 %           | [ 11 ]        |
| 1       | 6         | 6         | 8. Mai 2015       | 0,94 Mio. | 0,69 Mio.       | 4,0 %       | 8,3 %           | [ 12 ]        |
| 1       | 7         | 7         | 15. Mai 2015      | 1,13 Mio. | 0,83 Mio.       | 5,1 %       | 9,8 %           | [ 13 ]        |
| 1       | 8         | 8         | 22. Mai 2015      | 1,04 Mio. | 0,71 Mio.       | 4,9 %       | 9,0 %           | [ 14 ]        |
| 1       | 9         | 9         | 29. Mai 2015      | 0,97 Mio. | 0,75 Mio.       |             | 8,1 %           | [ 15 ]        |
| 1       | 10        | 10        | 5. Juni 2015      | 0,83 Mio. | 0,61 Mio.       | 4,2 %       | 8,2 %           | [ 16 ]        |
| 2       | 11        | 1         | 4. März 2016      | 1,22 Mio. | 0,71 Mio.       | 5,4 %       | 8,5 %           | [ 17 ]        |
| 2       | 12        | 2         | 11. März 2016     | 1,20 Mio. | 0,80 Mio.       | 5,1 %       | 8,9 %           | [ 18 ]        |
| 2       | 13        | 3         | 18. März 2016     | 1,06 Mio. | 0,71 Mio.       | 4,8 %       | 8,6 %           | [ 19 ]        |
| 2       | 14        | 4         | 25. März 2016     | 1,23 Mio. | 0,84 Mio.       | 5,4 %       | 9,2 %           | [ 20 ]        |
| 2       | 15        | 5         | 1. April 2016     | 1,02 Mio. | 0,72 Mio.       | 3,9 %       | 7,8 %           | [ 21 ]        |
| 2       | 16        | 6         | 8. April 2016     | 0,92 Mio. | 0,65 Mio.       | 4,2 %       | 8,0 %           | [ 22 ]        |
| 2       | 17        | 7         | 15. April 2016    | 0,87 Mio. | 0,60 Mio.       | 5,1 %       | 9,1 %           | [ 23 ]        |
| 2       | 18        | 8         | 22. April 2016    | 1,03 Mio. | 0,80 Mio.       | 5,5 %       | 10,9 %          | [ 24 ]        |
| 3       | 19        | 1         | 23. Oktober 2016  | 1,41 Mio. | 0,88 Mio.       | 6,5 %       | 10,5 %          |               |
| 3       | 20        | 2         | 30. Oktober 2016  | 1,69 Mio. | 1,14 Mio.       | 8,1 %       | 14,1 %          | [ 25 ]        |
| 3       | 21        | 3         | 6. November 2016  | 1,68 Mio. | 1,12 Mio.       | 7,3 %       | 12,5 %          |               |
| 3       | 22        | 4         | 13. November 2016 | 1,68 Mio. | 1,24 Mio.       | 7,8 %       | 15,0 %          | [ 26 ]        |
| 3       | 23        | 5         | 20. November 2016 | 1,26 Mio. | 0,85 Mio.       | 5,4 %       | 9,5 %           | [ 27 ]        |
| 3       | 24        | 6         | 27. November 2016 | 1,45 Mio. | 0,99 Mio.       | 6,5 %       | 11,4 %          | [ 28 ] [ 29 ] |
| 3       | 25        | 7         | 4. Dezember 2016  | 1,25 Mio. | 0,81 Mio.       | 8,5 %       | 14,0 %          | [ 30 ] [ 29 ] |
| 4       | 26        | 1         | 29. Oktober 2017  | 1,53 Mio. | 0,97 Mio.       | 8,8 %       | 15,5 %          | [ 31 ]        |
| 4       | 27        | 2         | 5. November 2017  | 1,65 Mio. | 1,04 Mio.       | 9,8 %       | 18,2 %          | [ 32 ]        |
| 4       | 28        | 3         | 12. November 2017 | 1,33 Mio. | 0,88 Mio.       | 7,5 %       | 13,1 %          | [ 33 ]        |
| 4       | 29        | 4         | 19. November 2017 | 1,47 Mio. | 0,94 Mio.       | 7,8 %       | 13,5 %          | [ 34 ]        |
| 4       | 30        | 5         | 26. November 2017 | 1,39 Mio. | 0,98 Mio.       | 7,7 %       | 14,9 %          | [ 35 ]        |
| 4       | 31        | 6         | 3. Dezember 2017  | 0,94 Mio. | 0,64 Mio.       | 7,2 %       | 12,6 %          | [ 36 ]        |
| 4       | 32        | 7         | 10. Dezember 2017 | 0,96 Mio. | 0,60 Mio.       | 7,3 %       | 12,7 %          | [ 37 ]        |
| 5       | 33        | 1         | 21. Oktober 2018  | 1,46 Mio. | 0,91 Mio.       | 8,7 %       | 15,2 %          | [ 38 ]        |
| 5       | 34        | 2         | 28. Oktober 2018  | 1,23 Mio. | 0,79 Mio.       | 7,4 %       | 13,2 %          | [ 39 ]        |
| 5       | 35        | 3         | 4. November 2018  | 1,21 Mio. |                 |             | 12,6 %          | [ 40 ]        |
| 5       | 36        | 4         | 11. November 2018 | 1,10 Mio. | 0,66 Mio.       | 6,5 %       | 11,6 %          | [ 41 ]        |
| 5       | 37        | 5         | 18. November 2018 | 1,15 Mio. | 0,65 Mio.       | 6,6 %       | 11,5 %          | [ 42 ]        |

Anmerkungen:
1. ↑  Fettgedruckt: höchster Zuschauerwert in dieser Kategorie. Kursiv fettgedruckt: niedrigster Zuschauerwert in dieser Kategorie
2. ↑  Fettgedruckt: höchster Marktanteilwert in dieser Kategorie. Kursiv fettgedruckt: niedrigster Zuschauerwert in dieser Kategorie
3. ↑  Werte, die in der Quelle nicht angegeben sind oder für die keine Quelle genannt ist, wurden dem Sat.1 Video-/Teletext entnommen.

### Auszeichnungen und Nominierungen
- Deutscher Comedypreis
  - 2015: Nominierung in der Kategorie Beste Personality-Show[43]
  - 2016: Nominierung in der Kategorie Beste Comedy-Show[44]
  - 2017: Auszeichnung in der Kategorie Beste Comedy-Show[45]
  - 2018: Auszeichnung in der Kategorie Beste Comedy-Show
- Deutscher Fernsehpreis
  - 2017: Nominierung in der Kategorie Beste Unterhaltung Late Night
  - 2018: Auszeichnung in der Kategorie Beste Unterhaltung Late Night
  - 2019: Auszeichnung in der Kategorie Beste Moderation Unterhaltung für Luke Mockridge für Luke! Die Woche und ich, Luke! Die 2000er und ich und Luke! Die Schule und ich